# باسل عدرا
باسل عدرا هو مخرج وصحفي فلسطيني ولد في بلدة التواني من بلدية الخليل، ويسكن في مسافر يطا. شارك في كتابة وإخراج الفيلم الوثائقي لا أرض أخرى في عام 2024، والذي عُرض لأول مرة في مهرجان برلين السينمائي الدولي الرابع والسبعين، وفاز بجائزة برلينالة لأفضل فيلم وثائقي وجائزة بانوراما الجمهور لأفضل فيلم وثائقي. يعمل باسل كمصور متطوع في منظمة بتسيلم. كما يعمل صحفياً في منشورات الإنترنت +972 Magazine وLocal Call. في عام 2021، اتهمته صحيفة هاكول هايهودي والقناة 12 زورًا بإشعال مبنى في منطقة تلال الخليل بالضفة الغربية وقالوا انه يريد تلفيق التهمة لجيش الاحتلال الإسرائيلي. وفي 8 مايو 2022، تعرض للضرب على يد قوات جيش الاحتلال الإسرائيلي أثناء تصويره لهم وهم يهدمون مبنى كان قد قام ببنائه.
فار فيلمه «لا أرض أخرى» بجائزة الأوسكار لأفضل فيلم وثائقي لعام 2025.

## روابط خارجية
- مقالات باسل في +972.
- مقالة هاآرتس | I Grew Up Watching Settlers Attacking My Palestinian Village. They're Getting Bolder.